# Scipion l'Africain
Pour les articles homonymes, voir L'Africain (homonymie) et Africanus.
Ne doit pas être confondu avec Scipion l'Africain (film).
Scipion l'Africain (Publius Cornelius Scipio Africanus), aussi dit Scipion l'Ancien ou le Premier Africain pour le distinguer de son petit-fils adoptif Scipion Émilien, est un militaire et un homme d'État romain, né v. 236-235 av. J.-C., et mort en 183 av. J.-C., à Linterne en Campanie.
Il est connu pour ses campagnes militaires victorieuses contre les Carthaginois en Hispanie et pour avoir vaincu Hannibal en Afrique, à la bataille de Zama, mettant ainsi fin à la deuxième guerre punique.

## Sources
Les deux principales sources à propos de Scipion l'Africain sont l'écrivain grec Polybe, un familier de la famille des Scipions, qui écrit les Histoires quelques dizaines d'années après la mort de son personnage, pour lequel il éprouve une profonde admiration, et Tite-Live, qui recourt à Polybe comme source mais également à d'autres écrivains comme Lucius Cœlius Antipater, Quintus Claudius Quadrigarius et Valerius Antias.

## Ses débuts
Scipion appartenait à la famille des Scipions, branche de la gens Cornelia.
Il est le fils de Publius Cornelius Scipio, consul en 218 av. J.-C. Il est le grand-père de Tiberius Gracchus et de Caius Gracchus, dits les Gracques, deux célèbres hommes d'état romains progressistes (populares) et tribun de la plèbe qui tentèrent de réformer l'état romain en profondeur avec notamment des lois agraires d'envergure.
Au cours de la deuxième guerre punique, Scipion, très jeune, prend part comme tribun militaire de la seconde légion, à la bataille de Cannes (Apulie), près de l'actuelle Canosa en 216 av. J.-C. Cette bataille est une défaite cuisante face au chef carthaginois Hannibal Barca. Publius fait partie des rescapés. S'il faut en croire Tite-Live, les soldats réfugiés dans la ville de Canusium le choisissent pour chef. Toujours selon Tite-Live, il se serait alors opposé à d'autres soldats qui voulaient abandonner la lutte. En 215 av. J.-C., son père et son oncle Gnæus Cornelius Scipio Calvus sont envoyés en Hispanie pour combattre les armées carthaginoises dirigées par Hasdrubal Barca. En 211 av. J.-C., tous deux sont tués par les Carthaginois et les armées romaines subissent deux sérieuses défaites.

## Scipion en Hispanie

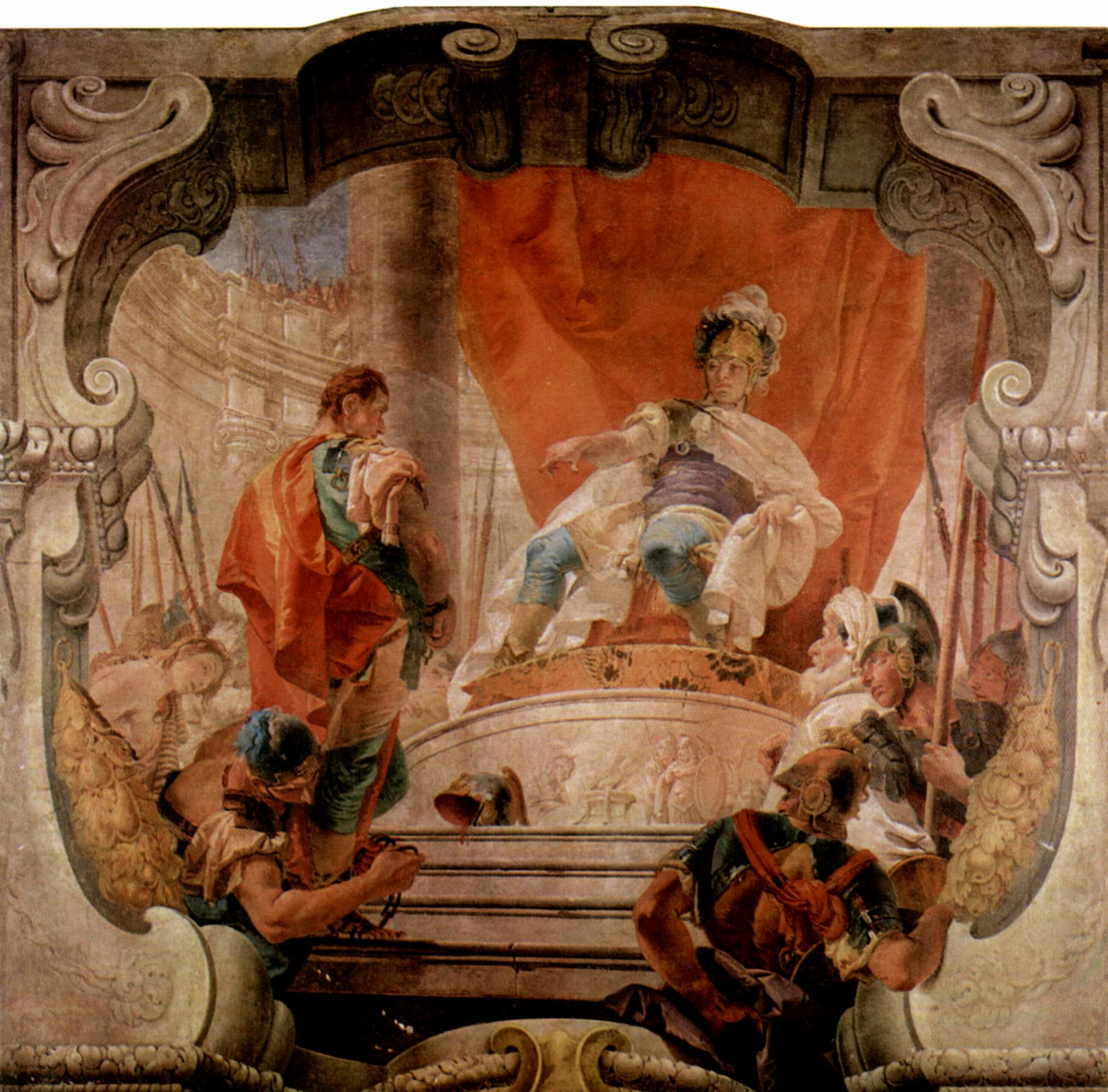
Scipion et l'esclave, 1731
fresque de Giambattista Tiepolo
Palazzo Dugnani, Milan.

À Rome, personne ne se propose pour remplacer les deux Scipions tués par les Carthaginois. Seul Scipion, malgré son jeune âge, se présente pour mener la guerre d'Espagne à la place de son père et de son oncle. Il est alors nommé proconsul en Espagne, en 211 av. J.-C., à 24 ans. Il y rassemble les restes des armées romaines défaites et, fort de nouvelles recrues, entame la reconquête de l'Espagne.
Au printemps de l'année 209 av. J.-C., après avoir passé l'hiver à Tarraco il décide de s'emparer de Carthago Nova (Qart Hadasht en punique, l'actuelle Carthagène). La ville était entourée d'eau sur trois côtés. Le gros de ses forces attaqua les murailles par la bande de terre qui se trouvait à l'est, tandis que, profitant de cette diversion, un groupe de soldats, au moment de la marée basse, traversa la lagune qui bordait la ville au nord, escalada les murailles dépourvues de défenseurs de ce côté, puis ouvrit les portes de l'intérieur au reste des troupes romaines. La prise de Carthagène lui permet de mettre la main sur un riche butin, en or, en provisions et armes. Il libère les otages de diverses tribus espagnoles gardées par Hasdrubal pour s'assurer de leur fidélité. Ainsi, il rallie les Celtibères (voir l'épisode du chef ibère Allutius qui a donné lieu au thème de La Continence de Scipion, sujet de plusieurs tableaux). De là, il mène ses troupes contre les armées carthaginoises.
En 208 av. J.-C., il remporte une demi-victoire sur Hasdrubal Barca à Bæcula, en Bétique, qui quitte l'Espagne pour rejoindre son frère Hannibal en Italie. Plutôt que de le poursuivre — ce qui lui sera reproché plus tard par Fabius Maximus, (275 – 203 av. J.-C.) —, il réduit les dernières forces carthaginoises en Espagne. En 206 av. J.-C., il remporte sur le général Hasdrubal Gisco la bataille d'Ilipa, qui lui assure le contrôle de toute la Bétique.
Dans le même temps, il se rend en Afrique pour détacher le roi numide Syphax de l'alliance carthaginoise. Le hasard fait qu'il se trouve à la cour du roi en même temps qu'Hasdrubal Gisco, et selon Tite-Live, le Carthaginois est fort impressionné par la personnalité du général romain. Scipion parvient à convaincre Syphax de faire alliance avec Rome. En 206 av. J.-C., il fait face à une mutinerie d'une partie de son armée, qui réclamait sa solde car elle le croyait mourant, alors qu'il n'était que temporairement malade. Il rétablit la situation et punit de mort les meneurs. Il affronte aussi le soulèvement de tribus ibériques qu'il vainc à l'automne 206. Afin de montrer sa bonne volonté et pacifier l'Espagne, il s'abstient de sévir contre les vaincus et exige seulement le paiement d'un tribut qui sert ensuite à régler la solde de ses troupes.

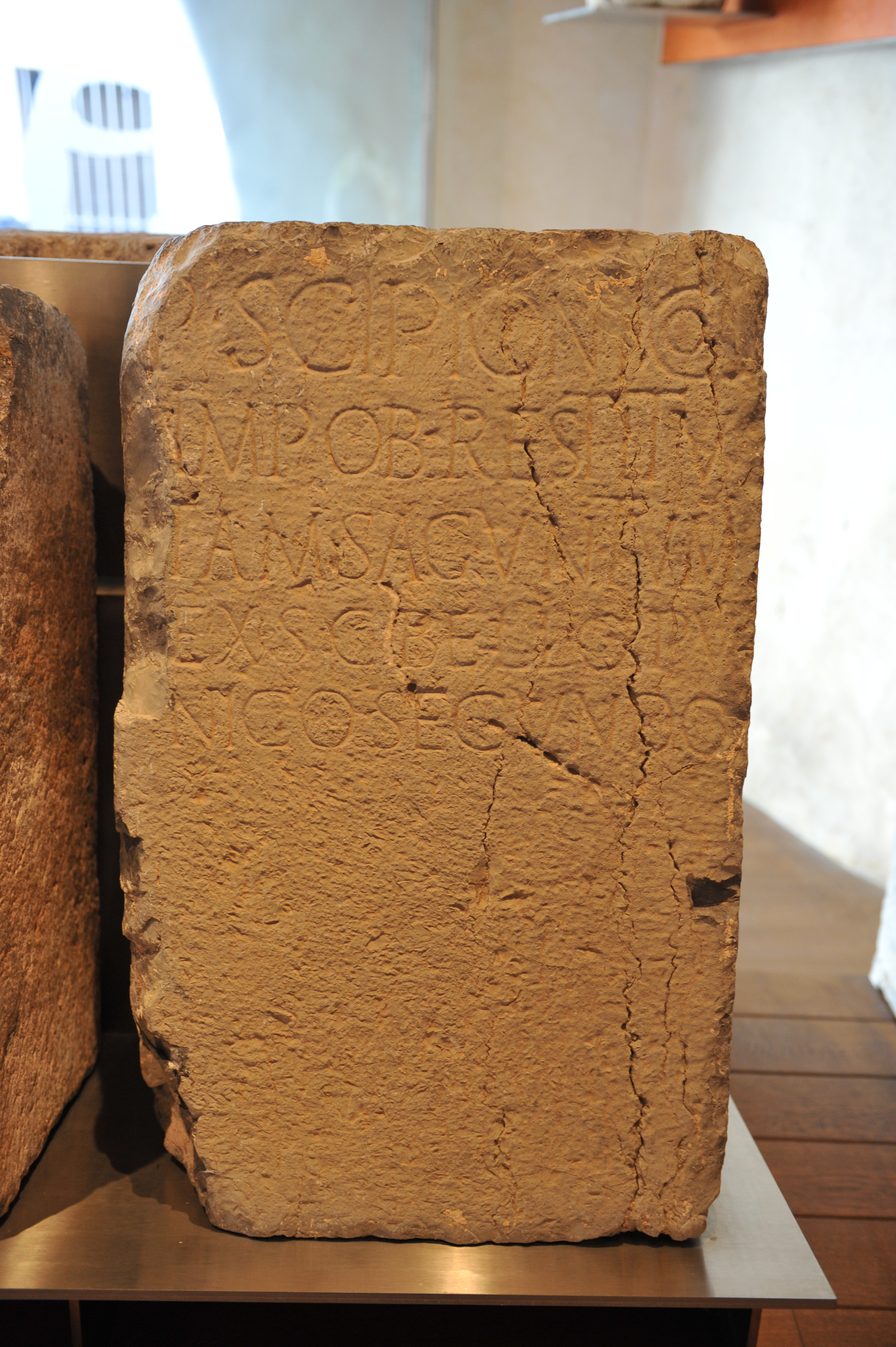
Inscription en hommage à Scipion retrouvée à Sagonte (conservée au musée historique de Sagonte.

Après la soumission de Gadès (Cadix) et l'alliance avec Massinissa, roi de la Numidie unifiée, il rentre à Rome à l'automne 206 av. J.-C., auréolé d'une gloire immense. Bien qu'il en ait présenté la requête, le Sénat refuse le triomphe à Scipion, sous le prétexte qu'il a remporté ses victoires en tant que « proconsul privatus cum imperio », c'est-à-dire en tant que citoyen, alors que le triomphe est une récompense réservée aux consuls ou aux préteurs.

## Scipion en Afrique
Une fois élu consul pour l'année 205 av. J.-C., Scipion a pour but affiché de se faire attribuer l'Afrique comme province et d'y porter la guerre. Un débat animé a lieu au Sénat. Il oppose Scipion à Fabius Maximus et reflète un conflit d'idées à l'intérieur de la classe dirigeante romaine, opposant ceux qui, comme Fabius, pensent qu'il faut éviter les aventures étrangères et chasser Hannibal de la péninsule italienne, et ceux qui, comme Scipion, sont d'avis qu'il faut aller affronter Carthage sur son propre territoire et l'obliger à rappeler Hannibal pour le défendre. Scipion, qui a d'abord menacé d'en appeler au peuple si on ne lui donne pas satisfaction, finit par s'en remettre au Sénat. Ce dernier lui attribue alors avec réticence la Sicile comme province avec l'autorisation de passer en Afrique s'il le croit utile aux intérêts de la République.
Avant de partir pour l'Afrique, Scipion pacifie la Sicile où des habitants de Syracuse se plaignaient d'être spoliés par des Italiens. Il passe ensuite le détroit et s'empare de la ville de Locres, qui s'était ralliée aux Carthaginois. Les exactions commises par le légat Quintus Pleminius qu'il avait laissé dans la ville alors qu'il était retourné à Messine le mettent en difficulté, mais il est rapidement innocenté des crimes commis par Pleminius. Il quitte alors la Sicile avec 50 vaisseaux de guerre et 400 navires de transport et passe en Afrique. Selon Tite-Live, les historiens romains faisaient varier le nombre de soldats de 12 000 à 35 000 soldats. Son départ est assombri par une mauvaise nouvelle : le Numide Syphax, qui a épousé Sophonisbe, la fille d'Hasdrubal Gisco, a rejoint le camp carthaginois.
En 204 av. J.-C. Scipion est donc en Afrique. Massinissa, qui a été chassé de son trône par Syphax, le rejoint avec une troupe numide de 200 à 2 000 cavaliers. Les débuts de la guerre sont favorables aux Romains mais devant Utique, Scipion échoue. Il réussit à vaincre le général carthaginois Hannon par une ruse : la cavalerie de Massinissa entraîne les troupes carthaginoises dans une embuscade au lieu-dit la tour d'Agathocle, où les attend l'armée de Scipion. Hannon perd beaucoup d'hommes dans l'affaire. Entre-temps Hasdrubal lève une nouvelle armée et Syphax se joint à lui. Face à cette menace, Scipion se choisit un nouveau camp à l'est d'Utique, dont l'emplacement sera appelé plus tard Cornelia Castra, où il prend ses quartiers d'hiver.

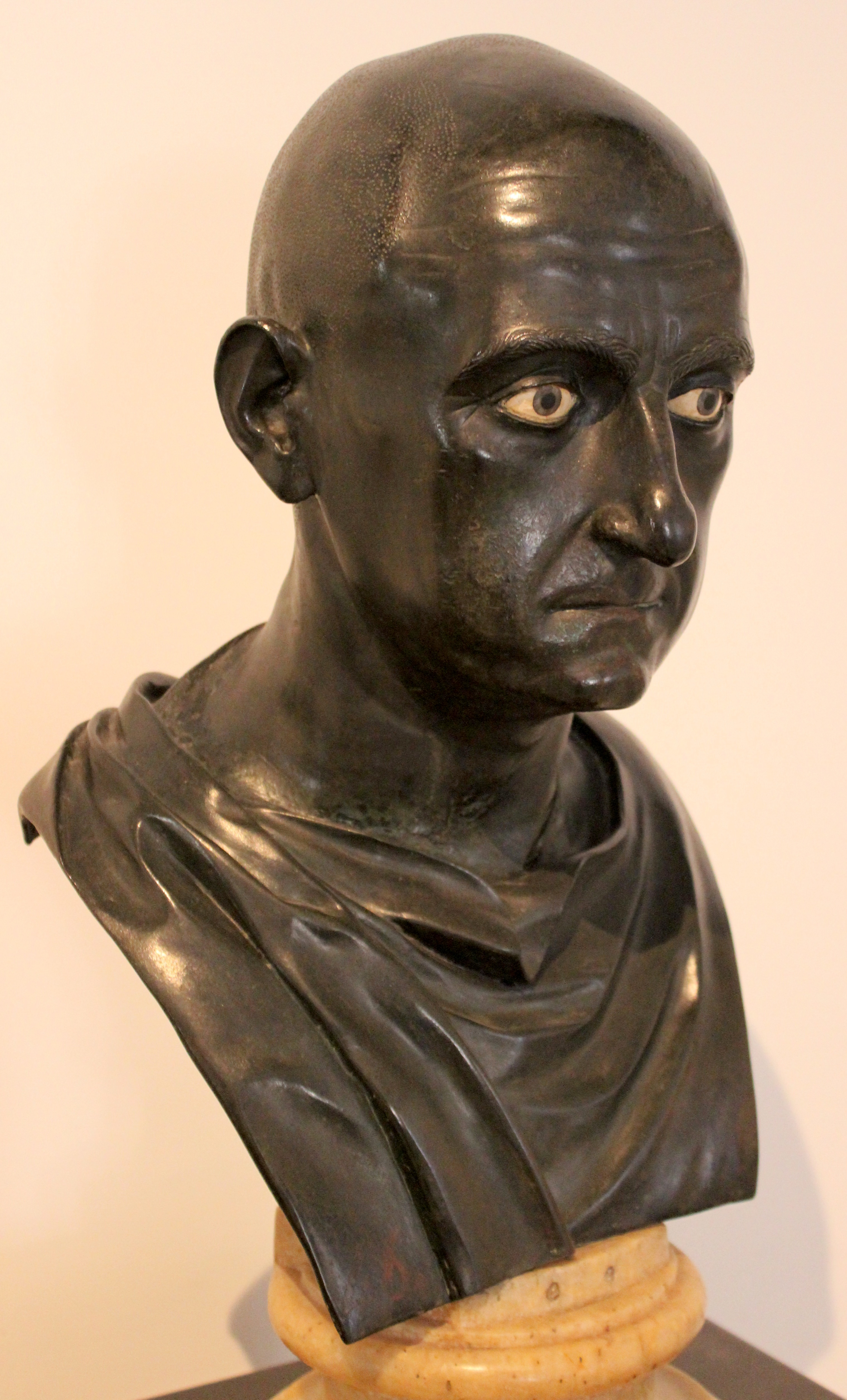
Plusieurs têtes chauves ont été à tort identifiées à Scipion l'Africain. Il s'agit probablement de bustes de prêtres isiaques postérieurs à l'époque de Scipion,.

Les résultats de cette première année de campagne sont mitigés : malgré quelques succès il doit toujours faire face à deux armées, dont les forces combinées sont supérieures aux siennes. De plus, ses lignes de communication avec l'Italie sont fragiles. Son commandement est néanmoins prorogé pour l'année 203 av. J.-C. Les forces carthaginoises et numides campent à quelque dix kilomètres au S.-E. du camp romain. Pendant l'hiver Scipion entame des négociations avec Syphax. Ce dernier pense pouvoir convaincre le Romain d'accepter un compromis : Hannibal évacuerait l'Italie, tandis que Scipion abandonnerait l'Afrique. Les émissaires de Scipion profitent des pourparlers pour observer le camp carthaginois et celui de Syphax, faits de huttes de bois et de feuillage. Au printemps, après avoir, s'il faut en croire Polybe, rompu les négociations pour ne pas s'exposer à des accusations de perfidie, il envoie d'abord Massinissa incendier le camp numide, puis massacre les Carthaginois venus à la rescousse pour éteindre un incendie qu'ils croyaient accidentel. Hasdrubal s'en tire de justesse en prenant la fuite.
La même année, il défait le roi numide Syphax et les troupes carthaginoises commandées par Hasdrubal Gisco lors de la bataille des Grandes Plaines (Magni Campi en latin), près de Cirta. Syphax est capturé peu après et c'est Massinissa, allié de Scipion, qui est le maître de la Numidie. S'il faut en croire Tite-Live, Massinissa a épousé Sophonisbe, dont il est tombé amoureux (et dont elle fut auparavant la promise, selon Appien). Lorsque Scipion exige qu'il lui livre la Carthaginoise, la reine, pour ne pas tomber vivante aux mains de ses ennemis, se suicide par le poison. Scipion s'empare de Tunis qu'il occupe en 203 av. J.-C.
L'année suivante, en 202 av. J.-C., il vainc définitivement les Carthaginois. Le Sénat de Carthage craint que Scipion ne mette le siège devant la cité. Il rappelle alors Hannibal qui était installé dans le Bruttium en Italie. Des pourparlers de paix entre les deux généraux laissent un bref moment entrevoir un arrangement qui pourrait déboucher sur un traité de paix, mais ni l'un ni l'autre ne désire vraiment cela. C'est sur le champ de bataille que se décidera le sort de la guerre. La bataille de Zama, en octobre 202 av. J.-C., qui oppose d'un côté les Romains, les alliés latins et les Numides et de l'autre les Carthaginois et des mercenaires de Gaule, d'Italie et d'Espagne, est une bataille féroce qui se conclut par la victoire romaine. Les Carthaginois sont obligés d'accepter les conditions de paix imposées par les Romains. Comme le souligne l'historien Jean Favier, « cette victoire sur Carthage change l'échelle des prétentions romaines », « Scipion l'Africain a fait de Rome une puissance méditerranéenne, et de la Méditerranée occidentale un lac romain ».
Scipion reçoit alors le surnom d'« Africain » (Africanus), celui qui a vaincu les Africains, en 201 av. J.-C. On précise parfois Africanus major pour le distinguer de Scipion Émilien qui reçut aussi le surnom d'« Africain ».

## Le retour à Rome et la fin

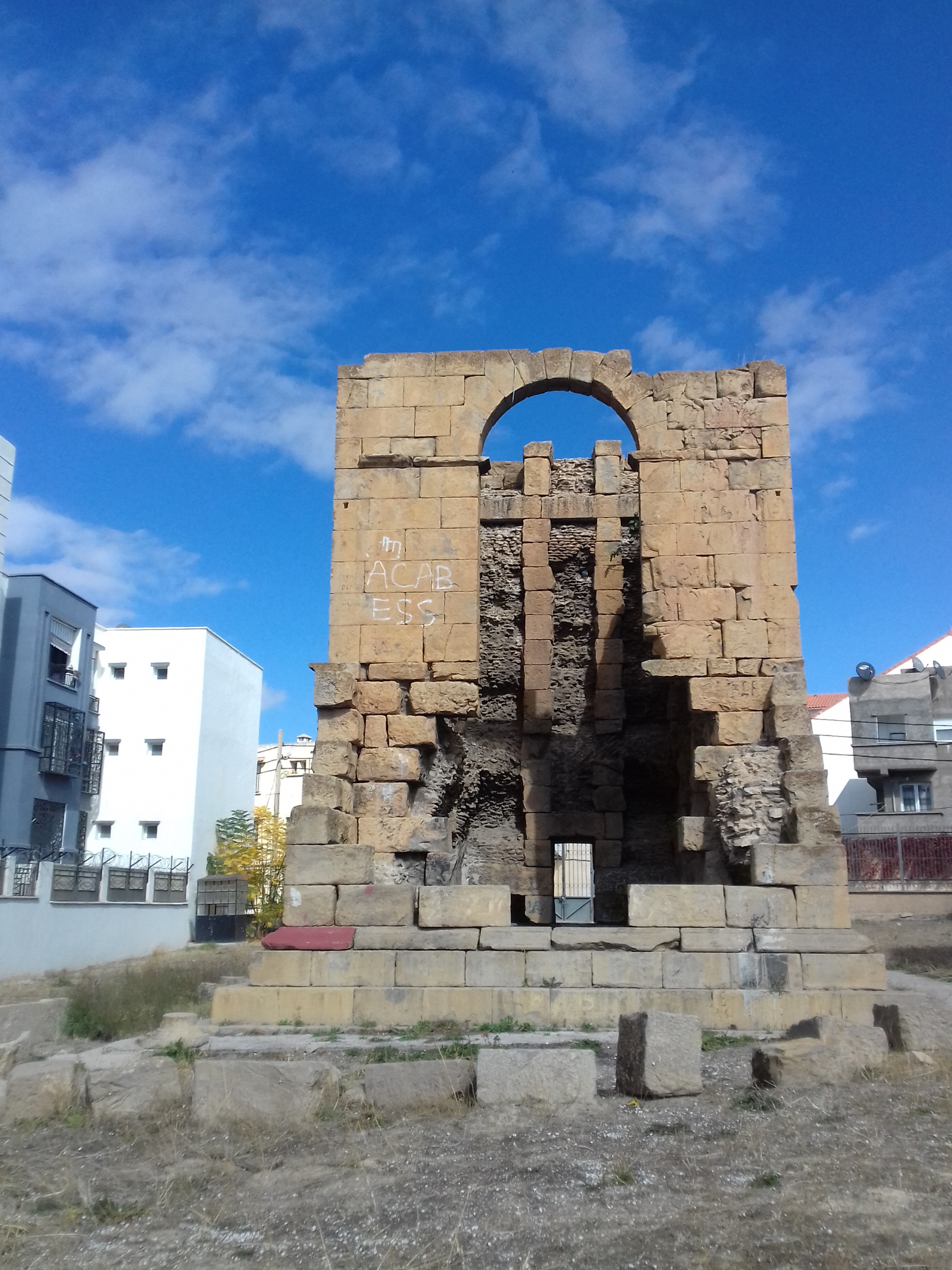
Situé dans la ville de Sétif, le tombeau dit de Scipion.

En 199 av. J.-C. il est censeur en compagnie de Publius Ælius Pætus. Il est consul pour la deuxième fois en 194 av. J.-C. sans que ce consulat soit remarquable. À cette époque, la puissance d'Antiochos III, qui a accueilli le Carthaginois Hannibal à sa cour, inquiète les Romains. Le débarquement du roi en Grèce en 192 av. J.-C. provoque leur intervention. Beaucoup souhaitent qu'on lui oppose Scipion, mais ce dernier ne peut légalement pas se représenter au consulat, car il ne s'est pas encore écoulé dix ans depuis son dernier mandat. En 190 av. J.-C., lorsque son frère Lucius est élu consul et obtient la province de Grèce, Publius devient son légat. Arrivé en Grèce, l'Africain emploie la diplomatie pour convaincre les alliés étoliens d'Antiochos d'accepter une trêve de six mois. Lorsque l'armée des Scipions débarque en Asie, Antiochos accepte de négocier. Estimant que les conditions qu'on lui impose sont trop dures, il propose à l'Africain de lui rendre sans rançon son fils qu'il détient prisonnier et de lui verser une somme d'argent importante si ces conditions sont adoucies. L'Africain refuse ces avances, puis tombe malade. L'ayant appris, Antiochos lui rend malgré tout son fils sans contrepartie. L'Africain lui en sait gré et lui conseille de n'entreprendre aucune action militaire avant qu'il ne soit rétabli. L'historien Howard Hayes Scullard s'est interrogé sur les raisons de ce conseil cryptique. Sans doute ne souhaite-t-il pas une défaite totale d'Antiochos qui créerait un vide politique dans la région. Quoi qu'il en soit, Antiochos ne tient pas compte du conseil et est écrasé à la bataille de Magnésie. Les Scipions sont rappelés à Rome. En 189 av. J.-C., Publius est pour la troisième fois prince du sénat.
Si, au cours de cette période, Scipion n'accomplit personnellement rien de remarquable, son prestige et son influence sont immenses, tant à Rome où plusieurs membres de sa famille accèdent au consulat, mais également en Espagne, où il est adulé par les populations locales. Cette popularité porte ombrage aux autres grandes familles de l'oligarchie romaine. C'est dans ce contexte que se produit l'ascension d'un homo novus (c'est-à-dire les hommes étant devenus noble de leur vivant et non de naissance, noblesse acquise en devenant consul ), Caton l'Ancien. Il est sans doute mû par une antipathie personnelle à l'égard de Scipion, sous lequel il a servi en Espagne. Il représente également une fraction de l'opinion publique romaine attachée à la simplicité des coutumes ancestrales et qui reproche à Scipion ses mœurs influencées par la culture grecque. L'historien Pierre Grimal résume la situation par la formule suivante : « Au conservatisme moral et politique de Caton s'oppose l'impérialisme pacificateur du philhellène Scipion. ». Le puritanisme de Caton se manifeste en 193 av. J.-C., lorsqu'il s'oppose à l'abrogation de la lex Oppia, une loi somptuaire votée au cours de la Deuxième Guerre punique et interdisant aux femmes d'afficher une richesse trop ostentatoire. On touche là encore à l'opposition personnelle, car la femme de Scipion, Æmilia, aime le luxe et ne s'en cache pas.
Caton veut abattre Scipion, mais ce dernier est puissant. La chronologie des événements est confuse et les sources se contredisent sur certains points. Après avoir affaibli l'Africain en attaquant des membres de son entourage, Caton s'en prend directement à lui et à son frère Lucius. Il est poursuivi pour avoir subtilisé de l'argent gagné lors des batailles en Asie par deux tribuns du peuple, tous deux nommés Quintus Petilius. Le jour de sa comparution, Scipion se présente entouré de ses amis et de ses clients, monte à la tribune puis, ignorant superbement l'accusation, il invite le peuple à l'accompagner au Capitole. La foule le suit et ses accusateurs sont abandonnés sur place. Tite-Live écrit avec justesse : « Ce fut là le dernier beau jour de P. Scipion. ». Ce dernier se retire ensuite dans sa propriété de Linterne en Campanie et refuse de se présenter à son procès, alléguant des problèmes de santé. Les tribuns veulent exiger son retour à Rome mais le tribun Tibérius Sempronius Gracchus, pourtant ennemi personnel de Scipion, s'y oppose, invoquant la valeur de Scipion durant la Deuxième Guerre punique. Les charges sont alors abandonnées. Il meurt à Linterne. Il refuse d'être enterré dans le célèbre tombeau des Scipions sur la Via Appia. L’épitaphe de son tombeau à Linterne disait : « Ingrate patrie, tu n’auras pas mes os ».

## Postérité
Scipion l'Africain devient une figure héroïque. Cicéron le met en scène dans le dernier livre de son traité politique De Republica, dans la célèbre partie dite du Songe de Scipion. En rêve, son petit-fils Scipion Émilien le rencontre au ciel, et apprend que l'âme des héros qui se sont dévoués à leur patrie et l'ont sauvée y ont une place assurée éternellement. Ultérieurement, Plutarque rédige une Vie de Scipion l'Africain, texte qui s'est perdu. Lucien de Samosate met en scène Scipion dans ses Dialogues des morts.
Pétrarque consacre à Scipion l'Africain le poème épique latin en 9 chants (et inachevé) L'Afrique, qu'il considérait comme son œuvre la plus importante. Au début du poème (chant 1), il reprend le thème du songe : cette fois c'est Scipion l'Africain, et non Scipion Émilien comme chez Cicéron, qui rencontre en rêve son père avant de se lancer à la conquête de l'Afrique. Il fait de Scipion "un juste, digne d'être accueilli parmi les élus après sa mort, un porteur des valeurs chrétiennes avant la lettre, purifié par l'eau et le feu […]". Fasciné par le héros, il en fait "un être parfait […], un être qui réunit en lui les traits du sage stoïcien et les vertus du chrétien". Il domine le poème par sa stature morale et physique (Africa, IV, 55-58) et par son esprit religieux (Africa, IV, 115-122). On est parfois proche du récit hagiographique (livre IV). Dans l'opposition entre Carthage et Rome, Pétrarque projetterait son propre nationalisme italien.

## Dans la fiction
Commandé par Mussolini, le film Scipion l'Africain (1937) est un rare exemple de film consacré à Publius. Il s'agit d'un film de propagande fasciste, destiné selon Luigi Freddi, le chef de la direction générale de la cinématographie italienne, à « traduire en image l'identité essentielle qui unit la Rome de la conquête africaine et celle de la conquête éthiopienne »,.
C'est un des personnages du manga Drifters.
Dans le dessin animé Code Lyoko, son nom en latin (Scipio) permet d'accéder au cinquième territoire.
Avec Hannibal Barca, il est l'un des deux protagonistes du manga Ad Astra, qui retrace la deuxième guerre punique au travers de la vie de ses deux plus grands généraux. Adolescent au début, il est le seul Romain à comprendre les géniales stratégies du Carthaginois qui enchaîne les victoires contre la République romaine, pourtant toujours largement en supériorité numérique. En dépit de quelques revers, il parvient, à la force de son intelligence et de sa clairvoyance, à contrer les plans d'Hannibal à plusieurs reprises alors qu'il n'est que soldat, et à remporter plusieurs batailles une fois le commandement d'une armée obtenu, comme la prise de Carthagène en un jour grâce à la marée basse.
Le personnage de Scipio, dans la série Freaks' Squeele : Funérailles de Florent Maudoux, apparaissant dans une uchronie de la Rome antique y fait référence. 